# 맷 샤크먼

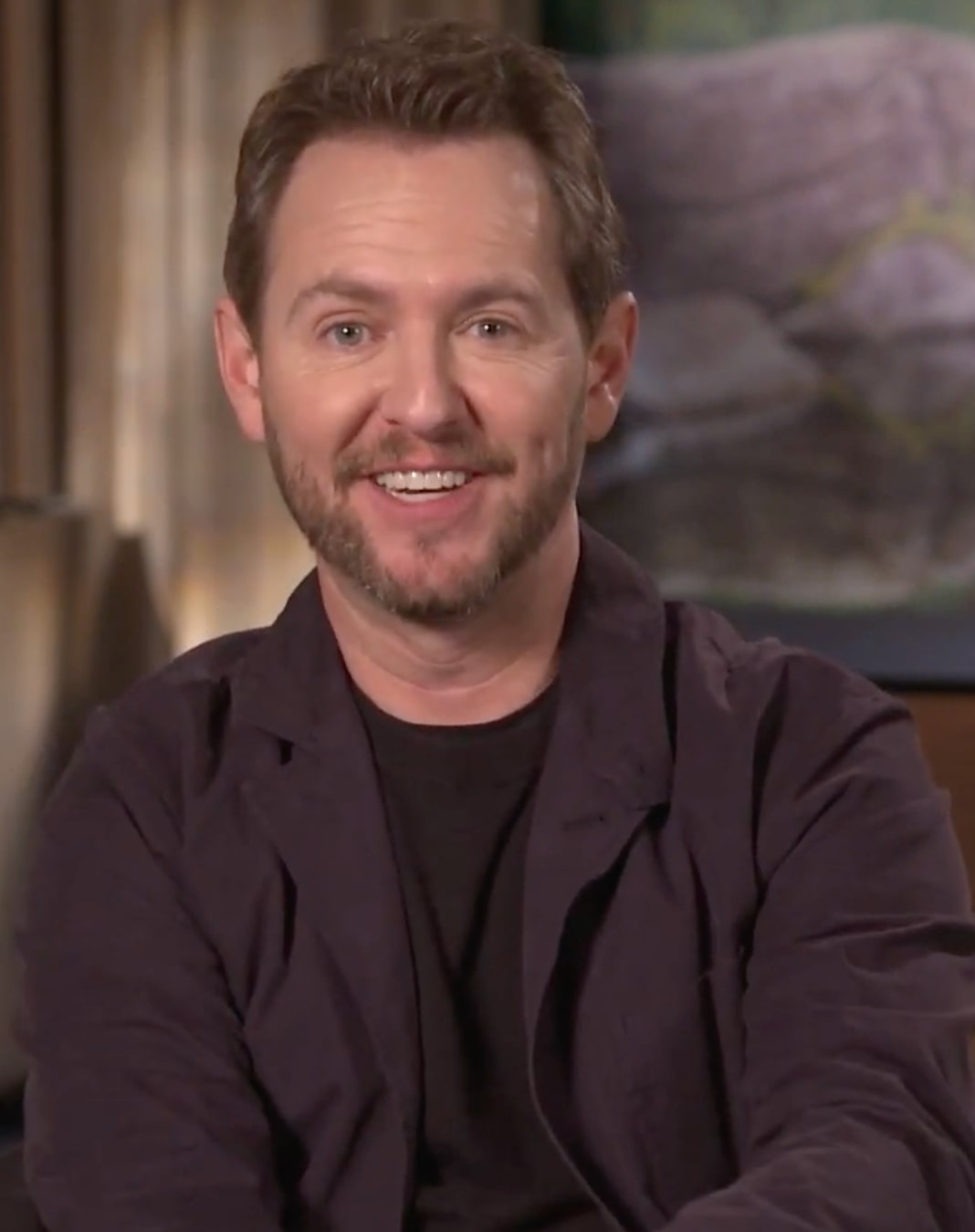

맷 샤크먼(Matt Shakman, 1975년 8월 8일 ~ )은 미국의 영화 감독, 배우, 텔레비전 배우, 텔레비전 감독, 무대 연출가, 감독이다.
벤투라에서 태어났다.

## 감독 작품

### 영화
- 컷뱅크(2014년)
- 판타스틱 4: 퍼스트 스텝스(2025년)

### 텔레비전
- 왕좌의 게임
- 사이크
- 더 굿 가이스
- 아동병원
- 왓 어바웃 브라이언
- 어글리 베티
- 키친 컨피덴셜
- 크리스는 괴로워
- 필라델피아는 언제나 맑음
- 보스턴 리걸
- 에버우드
- 하우스
- 브라더스 & 시스터스
- 더 나인
- 더 리치스
- 멘 인 트리스
- 인컨시버블
- 스틸 라이프
- 올리버 빈
- 원스 앤 어게인
- 식스 핏 언더
- 원 트리 힐
- 허프
- 매드맨
- 저징 에이미
- 썸머랜드
- 리벤지
- 유어 더 워스트
- 파고
- 굿 와이프
- 스트레인지 앤젤
- 더 보이즈
- 석세션
- 완다비전
- 더 그레이트